# Pechucalco
Pechucalco är en ort i Mexiko.   Den ligger i kommunen Cunduacán och delstaten Tabasco, i den sydöstra delen av landet, 600 km öster om huvudstaden Mexico City. Pechucalco ligger 16 meter över havet och antalet invånare är 1 139.
Terrängen runt Pechucalco är mycket platt. Runt Pechucalco är det ganska tätbefolkat, med 155 invånare per kvadratkilometer. Närmaste större samhälle är Cunduacán, 3,2 km söder om Pechucalco. Trakten runt Pechucalco består till största delen av jordbruksmark.